# 2633 Bishop
2633 Bishop је астероид главног астероидног појаса са средњом удаљеношћу од Сунца која износи 2,224 астрономских јединица (АЈ).
Апсолутна магнитуда астероида је 13,1.